# Wuhan Center
El Wuhan Center es un rascacielos en construcción en Wuhan, China. Tiene una altura de 443 m y 88 plantas de hotel, apartamentos privados y oficinas. Su construcción comenzó en 2011 y finalizó en 2017. Es el rascacielos más alto de Wuhan, pero actualmente está en construcción el Wuhan Greenland Center que, con 476 m de altura y 97 plantas, le arrebatará el título.